# Kościół św. Michała Archanioła w Radom
Kościół św. Michała Archanioła – jest drugą świątynią w historii miejscowości Radom w stanie Illinois oddaną dla dokonywania obrzędów i odbywania nabożeństw. Został wzniesiony w latach 1921-1924 w stylu neoromańsko-bizantyjskim.
W czasie oddania go do użytku był to największy kościół w południowej części stanu z liczbą miejsc siedzących na ok. 700 wiernych.

## Historia

### Tło historyczne
W dniu wspomnienia św. Michała w 1873 do Radom przybyła grupa imigrantów polskiego pochodzenia, która założyła parafię. W ciągu roku ukończony został pierwszy kościół, a wraz z nim kolejno: plebania, klasztor, szkoła podstawowa, a także szkoła wyższa. W latach 1887–1914 opiekę nad wspólnotą sprawowali oo. Franciszkanie. W szkołach uczyły natomiast Siostry Notre Dame.

### Budowa

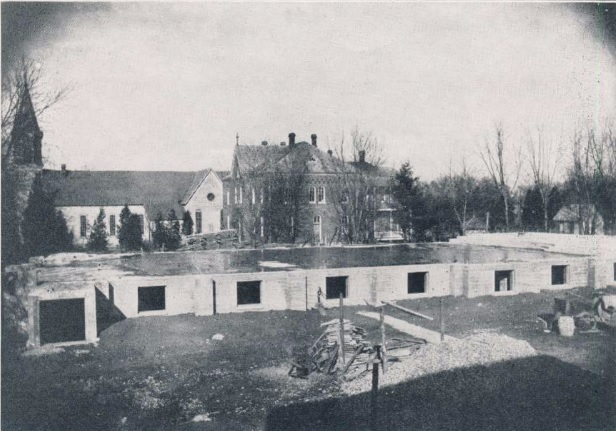
Listopad 1921: widok na fundamenty pod nowy kościół, w tle plebania i stary kościół

Stary kościół był za mały, by pomieścić wiernych na jednej Mszy Świętej w niedziele. Ponadto z powodu słabych fundamentów świątynia zaczęła niszczeć. Już na przełomie XIX i XX wieku proboszcz o. Łukasz Mierzowski prowadził zbiórkę na nowy budynek, ale jego przedwczesna śmierć całą inicjatywę przerwała. Starania swojego poprzednika kontynuował o. Dionizy Czech. Jednak ze względu na rezygnację zakonu z opieki nad parafią, za czasów jego probostwa budowa nie doszła do skutku. Pod koniec 1914, po odbytej naradzie z komitetem budowniczym przy parafii, budowę nowego kościoła powierzono firmie Frein Masonry and Construction Co. Jednak, ze względu na większe koszty niż przewidziano, przekładano rozpoczęcie prac z roku na rok. Dopiero w 1921 biskup diecezji Belleville zezwolił na budowę fundamentu i suteren. 13 października 1921 odbyło się uroczyste poświęcenia kamienia węgielnego przez biskupa H. Althoffa przy licznym udziale kleru i wiernych. 4 grudnia 1922 odprawianie nabożeństw kościelnych przeniesiono do "basementu". Stary budynek pełnił funkcję pracowni dla budowy nowego kościoła, a w listopadzie 1923 został rozebrany. Część budulca sprzedano na publicznej licytacji, a resztę użyto jako materiał dla wznoszonej świątyni.
W 1924 parafia zadłużyła się na 15 tys. dolarów. 3 marca, dzięki pozwoleniu biskupa, prace zostały wznowione. W Święta Wielkanocne poboczne ściany były już wykończone. W lipcu cała ukończone zostały prace murarskie i dach. Tynkowanie i wykończenia sufitu ukończono w sierpniu. Częste śnieżyce w kwietniu, a także częste ulewne deszcze w maju i czerwcu spowodowały opóźnienie budowy o kilkanaście dni. 29 września 1924 kościół został oddany do użytku.

## Parametry
Szerokość elewacji frontowej wynosi 60 stóp, a długość kościoła - 156. Najwyższy punkt wewnątrz znajduje się na wysokości 33 stóp od podłogi. Ściany zewnętrzne mierzą 23 stopy nad fundamentem. Wysokość wieża równa jest 90 stopom.
W trakcie budowy zużyto 32 tony stali na więźbę dachową, dzięki czemu nie było potrzeby projektowania wewnętrznych filarów. 